# Crypthelia gigantea
Crypthelia gigantea is een hydroïdpoliep uit de familie Stylasteridae. De poliep komt uit het geslacht Crypthelia. Crypthelia gigantea werd in 1938 voor het eerst wetenschappelijk beschreven door Fisher. 